# Boundiali (underprefektur)
Boundiali är en underprefektur i Elfenbenskusten. Den ligger i departementet med samma namn, i den nordvästra delen av landet, 300 km norr om huvudstaden Yamoussoukro.